# Aşlıca
Aşlıca ist ein Dorf (Köy) im Landkreis Ovacık der türkischen Provinz Tunceli. Im Jahre 2011 lebten in Aşlıca 10 Menschen.